# Metarbital
A metarbital (INN: metharbital) az epilepszia kezelésére használt görcsoldó gyógyszer. A barbiturátok közé tartozik.
A központi idegrendszer gátlásával hat. Álmosságot okoz, feszültségoldó, idegnyugtató hatása van.

## Hatásmód
A GABAA receptor β-alegységéhez kötődik. Megnöveli a Cl--ioncsatorna áteresztési idejét, ezáltal a GABA posztszinaptikus gátlási idejét.

## Készítmények
A nemzetközi gyógyszerkereskedelemben:
- Endiemal
- Endiemalum
- Gemonal
- Gemonil
- Gemonit
- Metabarbital
- Metarbitale
- Methabarbital
- Methabarbitone
- Metharbitone
- Metharbutal
- Methylbarbital
- N-Methylbarbital

Magyarországon nincs forgalomban.